# Остров сокровищ (фильм, 1937)
«О́стров сокро́вищ» — кинофильм советского режиссёра Владимира Вайнштока по мотивам одноимённого романа Р. Стивенсона. Фильм дважды восстанавливался: редактировался и переозвучивался (в 1960 и 1983 году).

## Сюжет
Фильм — яркий представитель советского киноискусства 1930-х годов, созданный под влиянием идей мировой революции и классовой борьбы.
Трактовка событий в фильме радикально отличается от канонического варианта, изложенного в книге «Остров сокровищ». Подход авторов фильма к литературной первооснове вызвал полемику на страницах прессы и в переписке руководящих работников кинематографии и ЦК.
Конец XVIII века. Ирландским повстанцам нужны деньги для покупки оружия. Дженни, дочь владелицы деревенской гостиницы, и доктор Лайвеси (здесь и далее имена персонажей передаются в соответствии с написанием в титрах фильма), один из предводителей заговорщиков, находят карту Острова сокровищ среди бумаг в сундуке пирата Билли Бонса, убитого другим пиратом. Лайвеси и капитан Смоллет с друзьями привлекают ростовщика Треллони, чтобы на его деньги снарядить корабль. Многие матросы экипажа приобретённой толстосумом «Эспаньолы» оказываются пиратами. Дженни, тайно влюблённая в Лайвеси, переодевается мальчиком и под именем Джима нанимается на корабль юнгой.
Во время поиска сокровищ гнусный Треллони перебегает на сторону пиратов. Претерпев ряд опасных приключений, доктор Лайвеси, Дженни (снова принявшая облик девушки) и их друзья находят клад. Тем временем Дженни попадает в плен к пиратам. Её содержат на «Эспаньоле» под надзором Израэля Гандса и Джорджа Мэрри. Пираты дерутся на ножах, Гандс убивает Мэрри и нападает на Дженни, но в последний момент его сражает пуля доктора Лайвеси. Герои арестовывают боцмана Джона Сильвера, но он оказывает сопротивление и погибает в поединке с капитаном Смоллетом. Повстанцы оставляют пиратов на необитаемом острове, а сами возвращаются в Ирландию с сокровищами, чтобы купить оружие, боеприпасы и продолжить восстание.

## В ролях
- Клавдия Пугачёва — Дженни Гокинс («юнга Джим»)
- Осип Абдулов — пират Джон Сильвер, на «Эспаньоле» боцман
- Михаил Климов — ростовщик Трелонни
- Николай Черкасов — пират Билли Бонс
- Михаил Царёв — доктор Лайвеси
- Анатолий Быков — капитан Смоллет
- Николай Мичурин — пират Израэль Гандс
- Иона Бий-Бродский — пират Джордж Мэрри (в титрах — И. Бродский)
- Владимир Ершов — командир повстанцев
- В. Якушенко — пират Дик
- Леонид Мещерин — пират Андерсон
- Пётр Галаджев — Бен Ганн / хозяин гостиницы
- Анастасия Левшина — миссис Гокинс, мать Дженни
- Сергей Мартинсон — Бледли
- Осман Абдурахманов — большой пират

## Съёмочная группа
- Авторы сценария: Олег Леонидов, Владимир Вайншток
- Режиссёр-постановщик: Владимир Вайншток
- Главный оператор: Михаил Кириллов
- Художники: Я. Ривош, С. Козловский
- Композитор: Никита Богословский
- Автор текста песен: Василий Лебедев-Кумач

## Видео
На видеокассетах фильм выпущен дистрибьютором «Формат А». На DVD фильм выпущен дистрибьюторами «Мастер Тэйп», «Восток В», а 2 марта 2006 года — студией «Союз Видео».